# Stephen Morin
Stephen Peter Morin (Providence, Rhode Island, 19 de febrero de 1951-Huntsville, Texas, 13 de marzo de 1985) fue un asesino en serie estadounidense responsable de los asesinatos de al menos cuarenta chicas y mujeres jóvenes y de 7 hombres en la década de 1970 y principios de la década de 1980. Debido a que Morin mantenía un estilo de vida errante y se desplazaba constantemente por el país, no se sabe con certeza el número exacto de víctimas, pero se sospecha que es autor de un total de 48 crímenes violentos en todo Estados Unidos. Era perseguido por el FBI a comienzos de la década de 1980. Morin creó múltiples alias, incluyendo Rich Clark, Robert Fred Generoso, Thomas David Hones, Ray Constantino y Constatine, por mencionar algunos. El tribunal estimó que Morin estaba cuerdo y le sentenció a muerte por inyección letal. Fue ejecutado en la Unidad de Huntsville en 1985.

## Primeros años
Se sabe poco de la infancia de Morin. Nació el 19 de febrero de 1951 en Providence, Rhode Island, en el seno de una familia pobre. Abandonó la escuela a temprana edad, y de adolescente comenzó a consumir narcóticos y se adentró en el estilo de vida criminal.
Fue arrestado a mediados de la década de 1960 por robo de autos, en Florida. Fue condenado y pasó un tiempo en una institución para delincuentes juveniles. Al salir en 1968, Morin se fue de Florida y vagó por el país. Por la mayor parte de la década de 1970, residió en el norte de California, específicamente en el Área de la Bahía de San Francisco, cambiando continuamente su lugar de residencia y empleando diversos seudónimos mientras cometía delitos. Vivió por un tiempo en San Francisco, donde trabajó como mecánico y obrero de construcción.

## Asesinatos
En la década de 1970, Morin se volvió adicto a las drogas y adoptó un estilo de vida errante. En 1976, en San Francisco, Morin atacó a una chica de 14 años, a la que secuestró y posteriormente violó. Tras este crimen, fue incluido en una lista de búsqueda federal. Durante este período, cometió una serie de asesinatos de chicas y mujeres jóvenes en diferentes estados. En enero de 1980, intentó secuestrar a Susan Bilot, de 19 años, en Las Vegas, Nevada. Ella sobrevivió evitándolo dos veces.
En junio de 1980, Morin secuestró a Cheryl Ann Daniel, de 20 años, de Las Vegas; su cuerpo fue descubierto en Utah seis meses después. Cerca del cuerpo de Daniel se encontró una billetera propiedad de Morin, lo que le permitió a los investigadores vincularlo con los asesinatos. En otoño de 1981, Morin se encontraba en Colorado, donde asesinó a Sheila Whalen, de 23 años, en Golden. Luego de asesinarla, Morin se trasladó a Texas, donde atacó a Janna Bruce, de 21 años, en Corpus Christi; el cuerpo estrangulado fue encontrado el 2 de diciembre.
El 11 de diciembre de 1981, Morin intentó secuestrar a Carrie Ann Scott, de 21 años, mientras trataba de robar su auto. En un principio, dijo que no tenía intenciones de matarla, pero afirmó que algo le había sobrevenido, por lo que subsiguientemente le disparó en el estacionamiento de un Maggie’s Restaurant en San Antonio. Luego de eso, Morin secuestró a Margy Mayfield, a quien mantuvo de rehén en un auto por más de 10 horas.

## Arresto
Morin se había estado alojando en un motel en San Antonio los días previos al asesinato de Scott, pero luego de eso, el motel se vio rodeado por un equipo SWAT del Departamento de Policía de San Antonio y posteriormente fue registrado. Durante el registro, se produjo el arresto de Sarah Clark, de 32 años y cómplice de Morin, junto con el rescate de Pamela Jackson, de 23 años, otra víctima, a quien secuestraron el 30 de noviembre. Se hallaron varias identificaciones, tarjetas de crédito y tarjetas de seguro social falsas, lo que creó la sospecha de que Morin había cometido más asesinatos en otros estados.
Stephen Morin fue arrestado la tarde del 12 de diciembre en una estación de autobús en Austin. En el momento de su arresto, se rindió sin oponer resistencia. Al llegar a Austin, Morin había liberado a Mayfield. A pesar de su entrega pacífica, Morin se rehusó a cooperar con los investigadores, afirmando ser inocente.

## Juicios
Morin fue acusado de los asesinatos de Carrie Ann Scott y Janna Bruce, debido a que había bastantes pruebas que respaldaban su culpabilidad en esos casos. Después de retirar sus apelaciones y declararse culpable, Morin fue condenado y sentenciado a muerte en febrero de 1984. Más adelante, fue condenado también por el asesinato de Daniel, antes de ser extraditado a Colorado con cargos por el asesinato de Sheila Whalen, por los que fue, igualmente, sentenciado a muerte a finales de 1984. Se suponía que Morin también iba a ser extraditado con posterioridad a Utah para ser juzgado por otros asesinatos que presuntamente cometió ahí, pero, por razones desconocidas, esto nunca ocurrió. En total, Stephen Morin fue investigado por 48 asesinatos violentos cometidos en los estados de Utah, Colorado, Nevada, Washington, Idaho, Indiana, Misuri, Pensilvania, Texas, Nueva York y California. Tan solo en Nevada se comprobó la participación de Morin en 8 asesinatos.

## Encarcelamiento
Tras su condena, Morin se convirtió al cristianismo. Su fecha de ejecución estaba prevista para marzo de 1985. Poco tiempo después de esto, Morin expresó que no quería apelar a un nuevo juicio ni postergar la ejecución, lo que estaba en conflicto con su abogado, David Goldstein, quien presentó una petición para que se realizara un examen forense a su cliente, ya que demostraba signos de retraso mental. No obstante, la solicitud fue rechazada.

## Ejecución
Morin fue ejecutado por inyección letal la tarde del 13 de marzo de 1985, en la Unidad de Huntsville, en Texas, en presencia de su novia y de los familiares de sus víctimas. Como su última comida, Morin pidió un filete, papas al horno, mantequilla, ensalada de guisantes, pudín de banana y café. Sus palabras finales fueron:

“Padre, perdona a estas personas pues no saben lo que hacen. Perdónalos como tú me has perdonado a mí y yo los he perdonado a ellos. Señor Jesús, te encomiendo mi alma.”

Antes de su ejecución, Morin fue descrito como un hombre feliz. A causa del historial de drogadicción de Morin, los técnicos de ejecución tuvieron que sondear sus brazos y piernas con agujas por casi 45 minutos antes de encontrar una vena adecuada, algo que ocurría por primera vez en esa época. Fue declarado muerto a las 12:55 AM, volviéndose el sexto hombre en ser ejecutado por inyección letal en Texas desde que se introdujo el método en 1982. De hecho, el Tribunal Supremo legalizó la pena de muerte en 1976, lo que hizo que Morin fuera el sexto tejano en ser ejecutado desde entonces.

## En la cultura popular
- Signs of a Serial Killer (lit. 'Señales de un asesino en serie', en español) por Crystal Clary (ISBN 9781491861387)
- The Eyes of a Stranger (lit. 'Los ojos de un desconocido', en español) por Carrie Frederickson (ISBN 1481729799)
- Sarah's Story: Target of a Serial Killer (lit. 'La historia de Sarah: Objetivo de un asesino en serie', en español) por Sarah Lea Pisan (ISBN 1481729799)
- En la serie de true crime Obsession: Dark Desires: "Paging Sarah"
- Serial Thriller: "The Chameleon" en Investigation Discovery